# Анди Ремик
Анди Ремик (на английски: Andy John Remic) е британски писател на бестселъри в жанра трилър, научна фантастика и военно-научна фантастика.

## Биография и творчество
Анди Ремик е роден през 1971 г. в Северен Манчестър, Англия. Започва да пише още на 17 години.
Работи десет години като преподавател по английски език, но бюрокрацията в образованието го потиска и той постепенно се насочва изцяло към писателската кариера.
Първият му роман „Спирала“ излиза през 2003 г. и е първия от трилогията фантастични трилъри „Спирала“.
Ремик понякога пише и съдейства за направата на филми към независимата филмова компания „Grunge films“. Направил е филми и промоции на романите си „Kell's Legend“ и „Hardcore“, както и краткия филм „Chemical Man“, който е бил приет в няколко филмови фестивали.
Анди Ремик живее в Линкълн, Великобритания. Женен, с двама сина – Джо и Оливър. В свободното си време обича планинското катерене и колоездене, туризма в шотландските планини, боя с мечове, кик-бокс, мотоциклети „Дукати“ и чете книги. Докато е бил преподавател развива интерес към бойните изкуства и е експерт по невъоръжена борба.

## Произведения

### серия „Спирала“ (Spiral)
1. Spiral (2003)
Спирала, изд.: ИК „Бард“, София (2006), прев. Венцислав Божилов
2. Quake (2004)
Земетръс, изд.: ИК „Бард“, София (2006), прев. Анна Христова
3. Warhead (2005)

### серия „Комбат-К“ (Combat-K)
1. War Machine (2007)
2. BioHell (2008)
3. Hardcore (2009)
4. Cloneworld (2011)

### серия „Вампири на времето“ (Clockwork Vampire)
1. Kell's Legend (2009)
2. Soul Stealers (2010)
3. Vampire Warlords (2011)

### серия „Книги на Анархията“ (Books of the Anarchy)
1. Theme Planet (2011)
2. Toxicity (2012)

### серия „Яростта на кралете“ (Rage of Kings)
1. The Iron Wolves (2013)
2. The White Towers (2014)

### серия „Машината на дракона“ (Dragon Engine)
1. The Dragon Engine (2015)
2. Twilight of the Dragons (2016)

### серия „Песен за Ничия земя“ (Song for No Man's Land)
1. A Song for No Man's Land (2016)
2. Return of Souls (2016)
3. The Iron Beast (2016)

#### Самостоятелни романи
- Serial Killers Incorporated (2011)
- SIM (2011)
- Rocket Cat (2012)

#### Участие в антологии
- Ultimate Adventure Anthology (2012) – „The Making of Hardcore“

#### Разкази
- Junked (2009)
- Psi.Copath (2010)
- Yakker Snak (2011)
- SNOT (2011)